# Emanuele Trevi
Emanuele Trevi (n. 7 ianuarie 1964, Roma, Italia) este un scriitor și critic literar italian.
A câștigat Premiul Strega în 2021 pentru Due vite.